# Hydrocution
L'hydrocution est un concept inventé en 1953 par Georges Lartigue, médecin militaire et du sport, pour rendre compte des décès inexplicables par noyade. Ce terme a été popularisé comme étant un « choc thermo-différentiel » subi par un être humain au contact d’une eau froide. De nos jours, le mot hydrocution décrit la noyade que ce choc hypothétique provoquerait parfois. Au XXIe siècle, la médecine emploie plutôt le terme de syncope ou de malaise vagal en milieu aquatique. 

## Étymologie et origine historique
Le mot hydrocution dérive du mot « électrocution », lui-même dérivé du mot « exécution ». Le terme est proposé en 1953 par le médecin-colonel français Georges Lartigue, (1906-1991), par ses publications, il devient spécialiste national du sujet. Il participe à l'élaboration d'une circulaire gouvernementale (ministère de la jeunesse et des sports) du 24 juin 1982 sur la prévention des hydrocutions et des noyades.
Selon Lartigue, « l'hydrocution est un accident syncopal primitif caractérisé par une perte de connaissance plus ou moins brutale, s'accompagnant de l'arrêt réflexe de la respiration ».
Si le terme hydrocution devient très populaire en France, il reste plutôt ignoré au niveau international. En 2006, des auteurs allemands insistent sur le fait qu'une mort subite dans l'eau doit systématiquement faire l'objet d'une autopsie par un médecin légiste avant de parler d'hydrocution.

## Mécanisme hypothétique
Selon Lartigue :
« La vasoconstriction produite par le contact de l'eau froide est responsable d’une augmentation notable des résistances vasculaires périphériques, d'où une hypertension artérielle et une diminution du retour veineux. Il en résulte une surcharge du cœur gauche tandis que la précharge du ventricule droit est réduite, d'où la réduction du débit cardiaque qui se traduit par un malaise subit, des nausées, des douleurs dans la nuque et une vue brouillée. L'état peut évoluer rapidement, vers la syncope et l'arrêt cardiaque surtout si la fonction cardiocirculatoire a déjà une capacité réduite par une atteinte antérieure. La perte de connaissance s’accompagne d’un arrêt réflexe de la respiration, d’où l’absence de pénétration d’eau dans les voies respiratoires »
Pour lutter contre cette hypertension, le cœur ralentit (action du système nerveux parasympathique). De ce fait, le cerveau est moins bien irrigué et le déficit d'approvisionnement en oxygène qui s'ensuit peut provoquer la perte de conscience. Cette syncope thermo-différentielle peut provoquer un arrêt cardio-respiratoire suivi d'une mort par noyade.
Ce phénomène réflexe d'hydrocution s'accompagne d'une fermeture des sphincters, qui fait que peu d'eau entre dans les voies aériennes supérieures. Ainsi, la blancheur cireuse des noyés par submersion-inhibition (appelés « noyés blancs ») s'oppose à la cyanose marquée sur le visage (avec les conjonctives hyperhémiées) et le corps des noyés par submersion-asphyxie (appelés « noyés bleus »).
Une étude de 2012 propose le concept de « conflit autonome » (autonomic conﬂict) pour décrire un mécanisme de choc thermique dans l'eau froide où le système parasympathique et orthosympathique s'activent de manière antagoniste à la suite d'une submersion dans l'eau, ce qui pourrait mener à une arythmie et à des complications cardiaques expliquant certaines noyades dans l'eau froide.

## Circonstances et facteurs déclenchants
Selon Lartigue, la différence thermique entre le corps et l'eau serait le facteur-clé de l'hydrocution. Plus cette différence est grande et de survenue brutale (plongeon en eau glacée par exemple), plus le risque d'une « syncope thermo-différentielle » serait élevé. Cependant, d'autres facteurs peuvent provoquer une syncope ou « hydrocution » :
- douleur provoquée par un traumatisme ou par animaux marins (physalies, méduses…) ;
- stimulation brutale de zones réflexes : traumatisme des parties génitales, d'un sinus carotidien, du plexus solaire, des globes oculaires…, entrée brutale d'eau dans le pharynx ou le nez ;
- sujet fragilisé : maladie préexistante (cardiaque, diabète, épilepsie…), terrain allergique (allergie cutanée, asthme…), fatigue, sujet anxieux, alcoolisé ou fatigué.

Lartigue distinguait les hydrocutions sans réaction cutanée apparente (« choc réflexe thermodifférentiel ») et les hydrocutions avec éruptions de type urticaire (urticaire aquagénique, urticaire au froid…). Il précisait « ce syndrome s’observe aussi bien chez les bons que chez les mauvais nageurs ; un contact brutal avec l'eau, la fatigue et toutes les causes augmentant le débit cardiaque (digestion, exposition prolongée au soleil, allergie à l'eau de mer) le favorisent ».

## Idées reçues
L'idée répandue selon laquelle la digestion favoriserait l'hydrocution n'est pas reconnue scientifiquement,,. Une étude aux États-Unis a montré que seul 1 % des noyades avaient eu lieu après un repas. En revanche, la consommation de boissons alcoolisées augmente fortement le risque de noyade,. Une étude de plusieurs centaines de morts d'adultes par noyade en Californie a montré que 41 % étaient liées à la consommation d'alcool ; concernant les adolescents, l'alcool était lié à 25 % des noyades dans une étude précédente.